# Lucian Goian
Lucian Goian (* 10. Februar 1983 in Suceava) ist ein rumänischer ehemaliger Fußballspieler.

## Karriere
Goian begann seine Karriere bei Foresta Suceava, von wo er 2001 in die erste Mannschaft von Foresta Fălticeni geholt wurde. In der ersten Saison wurde der Verein Zehnter der Divizia B, Seria I. Im Januar 2003 wechselte er zum Ligakonkurrenten FC Onești, wo er die Saison mit dem 3. Platz abschloss. Dadurch wurde Ceahlăul Piatra Neamț, das seinerzeit in der höchsten Spielklasse, der Divizia A, antrat, auf ihn aufmerksam und verpflichtete ihn in der Winterpause. Am Saisonende stieg er mit dem Verein aber aus dem Oberhaus ab.
Anschließend wechselte Goian zum rumänischen Spitzenklub Dinamo Bukarest, wo er häufig in der zweiten Mannschaft, die in der Divizia B spielte, eingesetzt wurde. Mit Vizemeisterschaft und Pokalsieg wurde diese Saison die bisher erfolgreichste in der Karriere des Innenverteidigers. In der Saison 2005/06 folgte der dritte Platz, wobei Goian in der Rückrunde wieder an Ceahlăul ausgeliehen war.
Nach seiner Rückkehr im Sommer 2006 wurde er in der Winterpause 2006/07 erneut an Ceahlăul Piatra Neamț verliehen. Am Saisonende endete die Leihe und seit Anfang der Saison 2007/08 steht er wieder im Kader von Dinamo Bukarest. Dort kam er nur unregelmäßig zum Einsatz und wechselte kurz nach Beginn der Saison 2010/11 zum Ligakonkurrenten Astra Ploiești. Dort wurde er zur Stammkraft. In der Winterpause 2011/12 wechselte er zu Tianjin Teda nach China. Nach einem Jahr zog es ihn zu Beijing Baxy in die Chinese League One. Im Februar 2015 kehrte er zum FC Brașov in sein Heimatland zurück. Nach dem Abstieg 2015 wechselte er zu CFR Cluj. Im Juli 2016 heuerte er bei Mumbai City FC in der Indian Super League an. Nach zwei Jahren dort und einer weiteren Saison beim Chennaiyin FC beendete er 2020 seine Karriere.

## Privates
Lucian Goian ist der Bruder des ehemaligen rumänischen Nationalspielers Dorin Goian (* 1980).

## Erfolge

### Verein
Dinamo Bukarest
- Rumänischer Meister: 2006/07
- Rumänischer Pokalsieger: 2004/05
- Rumänischer Supercup-Sieger: 2005

CFR Cluj
- Rumänischer Pokalsieger: 2015/16